# Andreas Andori Kylander
Andreas Andori Kylander, född Gammalkils församling, död 1679 i Lommaryds församling, var en svensk präst.

## Biografi
Andreas Kylander var syskonbarn till biskop Jonas Kylander och föddes i Gammalkils församling av bondeföräldrar. Han blev 1632 rektor vid Söderköpings trivialskola och 1643 kyrkoherde i Lommaryds församling. Han blev senare prost. Kylander avled 1679 i Lommaryds församling.

### Familj
Kylander gifte sig första gången med Kirstin Jönsdotter. Kylander gifte sig andra gången med Karin Knutsdotter. Hon var dotter till kyrkoherden Canutus Kylander i Vikingstads församling.
Kylander fick med sina hustrur barnen: kyrkoherden Johannes Andreæ Kylander i Lommaryds församling, kyrkoherden Andreas Kylander i Vists församling, studenten Daniel, Anna, gift med kyrkoherden Harald Almquist i Visingsö församling och Brita, gift med greve Brahes kammererare Anders Svensson.